# Salacighia linderi
Salacighia linderi là một loài thực vật có hoa trong họ Dây gối. Loài này được (Loes.) Blakelock miêu tả khoa học đầu tiên năm 1956.